# Craig Unger

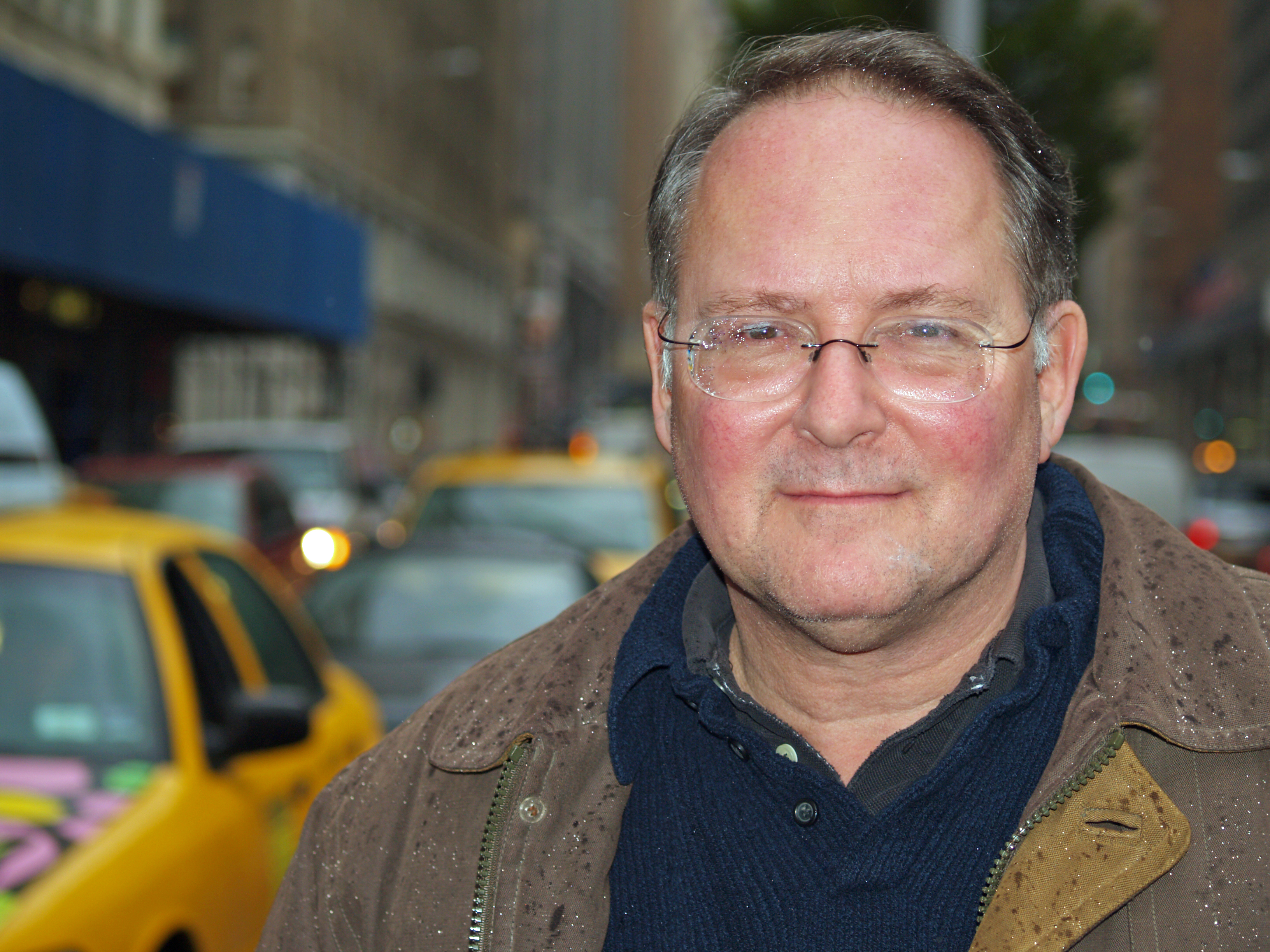
Craig Unger (2007)

Craig Unger ist ein US-amerikanischer Journalist.
Der ehemalige Chefredakteur des Boston Magazine und des New York Metro schreibt unter anderem für Zeitungen wie Vanity Fair, The New Yorker und The New York Magazine. 2004 schrieb er das Buch Die Bushs und die Sauds, in dem er Beziehungen zwischen den Familien Bush und Saud darstellt. Die Enthüllungen wurden von einigen Senatoren, unter anderem von Hillary Clinton im Senat zitiert und lösten dort eine heftige Debatte aus.
Außerdem ist Craig Unger im Film Fahrenheit 9/11 von Michael Moore zu sehen. Moore hatte ihn für diesen Film interviewt und zeigt mehrere Ausschnitte daraus im Film.
Craig Unger lebt in New York.

## Schriften
- Die Bushs und die Sauds. Öl, Macht und Terror. Piper, München 2006, ISBN 3-492-24457-2.
- House of Trump, House of Putin: The Untold Story of Donald Trump and the Russian Mafia. Dutton, New York 2018, ISBN 978-1-524-74350-5.[1]
- American Kompromat: How the KGB Cultivated Donald Trump, and Related Tales of Sex, Greed, Power, and Treachery (2021) ISBN 978-0-593-18253-6.